# Muzeum ropného a plynárenského průmyslu Ignáce Łukasiewicza
Muzeum ropného a plynárenského průmyslu Ignáce Łukasiewicza v Bóbrce nebo také Naftové doly v Bóbrce (polsky Muzeum Przemysłu Naftovego i Gazowniczego im. Ignacego Łukasiewicza w Bóbrce) je místo, kde se poprvé na světě v roce 1854 začala těžit ropa a je zde funkční důl na těžbu ropy. Nachází se v Bóbrce ve gmině Chorkówka v okrese Krosno v Podkarpatském vojvodství v Polsku.

## Historie
Podle dostupných údajů se poprvé v okolí Dukelského průsmyku v malé vesnici na jihovýchodě Polska začala těžit ropa už v roce 1854. V lesích okolo Bóbrky (Podkarpatské vojvodství, okres Krosno) ropa a zemní plyn samovolně vystupovaly na povrch. První úspěšné pokusy o využití ropy prováděl lékárník Ignácy Łukasiewicz. V roce 1852 ve Lvově se mu podařilo oddělit při teplotách 200–250 °C využitelnou část, která byla základem pro výrobu olejů do petrolejových lamp. První petrolejovou lampu rozsvítil v nemocnici ve Lvově dne 31. července 1853. Łukasiewicz se přestěhoval do Gorlice. V roce 1854 zahájili těžbu ropy společníci Ignácy Łukasiewicz, Tytus Trzecieski a Karol Klobassa-Zrencki, kteří založili naftovou těžební společnost. Úspěch v těžbě ropy se dostavil až v roce 1855, kdy byla vyhloubena první šachtice, respektive studna Wojciech. V roce 1857 Łukasiewicz otevírá v blízké vesnici Chorkówka rafinerii ropy z nalezišť v Bóbrce.

## ŠachticeFranek a Janina
V letech 1854–1880 bylo pro zachycení ropy vyhloubeno na 60 šachtic (studní), které obvykle měly průřez 1,2 x 1,2 m a byly od několika metrů až po 150 metrů hluboké. Šachtice byly vyztužené dřevem. Šachtice Franek byla vyhloubená v roce 1860 do hloubky 10 m a postupně byla prohloubena do hloubky 50 m. Šachtice Janina byla vyhloubena v roce 1878, její hloubka je 132 m. Tyto šachtice jsou v činnosti do dnešních dnů, kdy probíhá kontrolovaná těžba několika stovek kilogramů ropy denně.

## Muzeum

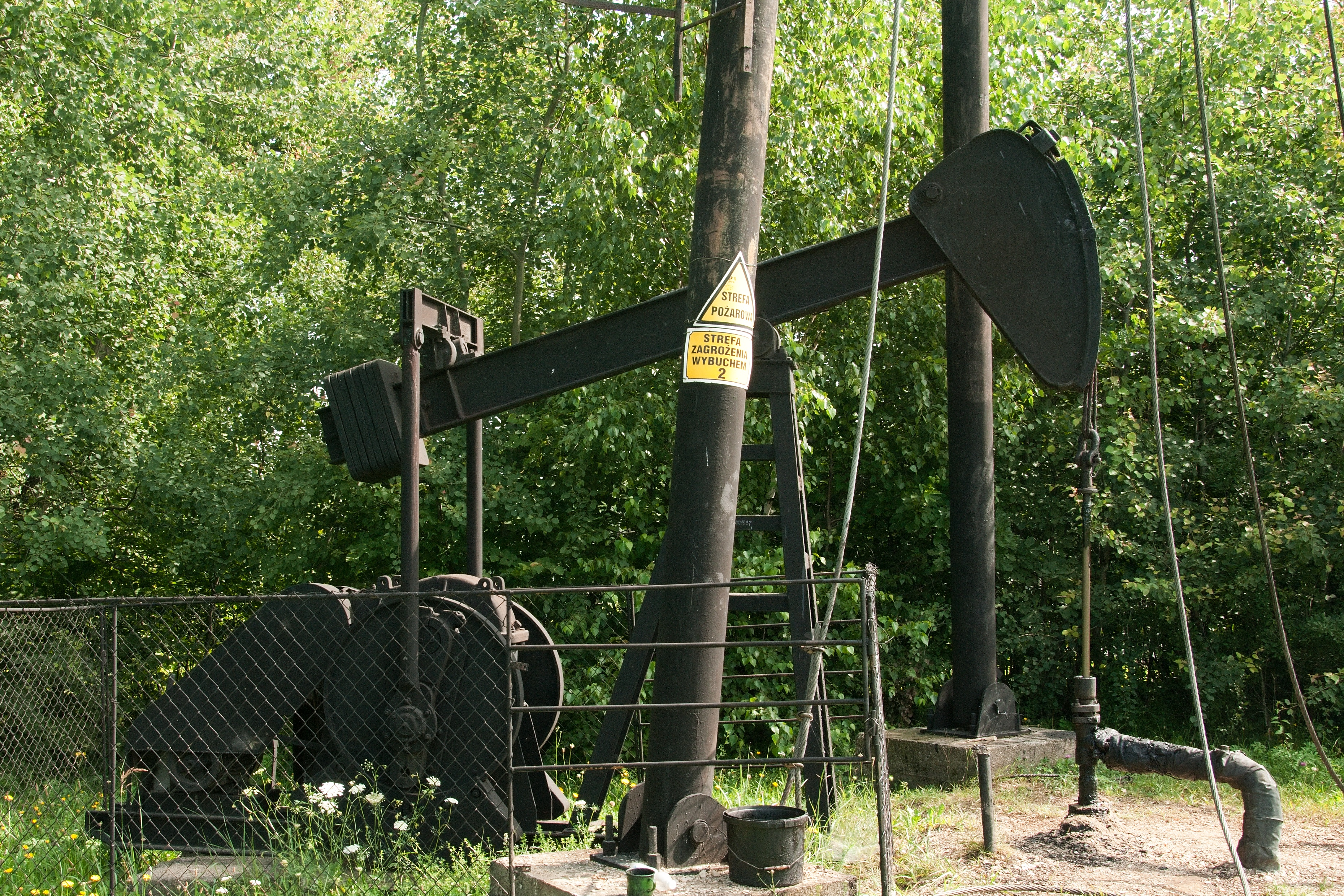
Bobrwka - muzeum ropy

Na ploše 18,5 ha jsou rozmístěny původní zařízení k těžbě ropy. Uprostřed plochy stojí kamenný obelisk, který nechal postavit Łukasiewicz v roce 1872. Cennou sbírkou jsou petrolejové lampy, zařízení lékárny Ignácy Łukasiewicza, kovárna a mechanická dílna z roku 1864, moderní technologie po druhé světové válce a zvláště systematické soustředění exponátů a novějších technologií, které byly shromažďovány po roce 1961. V závěru prohlídky je interaktivní prezentace nejnovějších technologií těžby, transportu a zpracování uhlovodíků v moderních budovách ve tvaru zásobníků. Muzeum je otevřeno celoročně od úterka do neděle v závislosti na ročním období. Muzeum bylo založeno 23. května 1961 a v roce 1982 byla odkryta busta tvůrce polského naftového průmyslu.